# Roggeveldberge
Die Roggeveldberge (afrikaans Roggeveldberge; englisch Roggeveld Mountains) sind eine langgestreckte Gebirgsregion der Großen Randstufe in der Provinz Nordkap, Südafrika.
Der Name „Roggeveld“ kommt vom wilden Roggen (Secale africanum), der früher hier reichlich gefunden wurde. Die Namensgebung ist seit 1774 nachgewiesen.

## Geografie
Die Gebirgskette befindet sich zwischen den Städten Calvinia und Sutherland sowie nordwestlich bis östlich des Tankwa-Karoo-Nationalparks. Das Gebirge wird auch als Roggeveld Escarpment (Teilabschnitt der Großen Randstufe) bezeichnet und liegt am Westrand des Roggeveld, eine ausgedehnte und eintönige Beckenlandschaft, die im Wesentlichen die Tankwa-Karoo (West-Karoo) bildet.
Der Sneeukrans (deutsch etwa: „Schneekrone“) hat eine Höhe von 1739 Metern über dem Meeresspiegel, ein weiterer Berg bei Sutherland ist rund 1777 Meter hoch. In seiner Nähe befindet sich eine Sternwarte. Dieser südliche Teil wird auch als Komsberg bezeichnet. Die durchschnittliche jährliche Niederschlagsmenge in diesem Winterregengebiet beträgt 200 mm. Das Gebiet wird von Touristen selten besucht.
Der Ouberg Pass quert die Berge in einer Höhe von 1404 Metern; ein anderer Pass ist der Verlatenkloofpas, der 1876 unter Thomas Bain gebaut wurde. Sutherland, im südlichen Teil der Gebirgskette gelegen, zählt zu den südafrikanischen Orten mit der niedrigsten Tiefsttemperatur; hier werden im Winter Temperaturen von bis zu −15 °C gemessen und es gibt regelmäßig Schnee.